# Nationaal Instituut voor de Mensenrechten
Het Nationaal Instituut voor de Mensenrechten (NIM) was een Surinaamse instelling die in 1984 tijdens het militaire regime werd opgericht.
De goedkeuring voor het instituut vond op 18 december 1984 per decreet plaats en werd naar buiten gebracht door middel van een persverklaring van de regering. De start werd gemaakt in januari 1985. De oprichting gebeurde conform resolutie 38/123 van de Algemene Vergadering van de Verenigde Naties.
In 1984 werd ervan uitgegaan dat het instituut de opmars voor de regering-Udenhout I moest gaan worden voor de terugkeer naar de democratie. Premier Wim Udenhout kondigde aan een VN-commissie toe te willen laten die de Decembermoorden van 1982 zou gaan onderzoeken.
Het doel van een nationaal mensenrechteninstituut is het mogelijk maken van onafhankelijk onderzoek van klachten. Uit een rapport van de Inter-Amerikaanse Commissie voor de Rechten van de Mens uit 1986 bleek echter dat het instituut niet onafhankelijk was omdat er ook medewerkers aan deelnamen die rechtstreekse banden hadden met de regering en het leger.